# 白馬村オリンピック記念館
白馬村オリンピック記念館（はくばむらオリンピックきねんかん）は、長野県北安曇郡白馬村に存在した白馬村立の資料展示施設である。建物は1998年長野オリンピックのためにノルウェーのゲストハウスとして建設されたものを白馬村が譲り受けた経緯があり、「ノルウェービレッジ」という愛称がつけられていた。2014年の閉館後も解体されることなく、2015年からはヤフーに賃貸され、同社が運営するコワーキングスペース「ヤフー白馬ベース」として使用されている。

## 概要
白馬ジャンプ競技場の近隣にあり、長野オリンピックのうち主に白馬村内で行われた競技（アルペンスキー、スキージャンプ、クロスカントリー、ノルディック複合）の資料を展示していた。1階は収蔵品の展示で、2階に資料類が保管されていた。管理運営は敷地内にある白馬村観光局が行っていた。
当館の営業当時の白馬ジャンプ競技場のリフト券は当館の入館料込みの価格となっていた。また、当館のみの料金を払い、入館することも可能であった。
2014年の閉館後は、一部の展示物は白馬ジャンプ競技場のコントロールタワー内に移転されて引き続き公開されている。

## 展示内容
- 競技内容のパネル展示
- 各種ユニホーム・ゼッケン
- グッズ（ピンバッジ、ぬいぐるみなど）
- 長野オリンピック公式新聞
- 競技映像の放映